# Melanagromyza compositoides
Melanagromyza compositoides este o specie de muște din genul Melanagromyza, familia Agromyzidae, descrisă de Spencer în anul 1963.
Este endemică în Jamaica. Conform Catalogue of Life specia Melanagromyza compositoides nu are subspecii cunoscute.